# Alžběta Kališská
Alžběta Kališská (1263 – 28. září 1304, Vratislav) byla polská kněžna.

## Život
Narodila se jako nejstarší dcera Boleslava Pobožného a jeho manželky Jolandy, dcery uherského krále Bély IV. Byla provdána za Jindřicha V. Tlustého, syna Boleslava II. Lysého.
Její manžel byl ve sporu Jindřichem III. Hlohovským, když roku 1290 s pomocí vratislavských měšťanů zmocnil Vratislavska, které mělo připadnout právě hlohovskému knížeti. Svým protivníkem byl zajat a uvězněn v Hlohově, v době propuštění byl Jindřich nemocný a k úzdravě již nedošlo. V obavě o budoucnost svého vévodství, se v roce 1294 rozhodl, uchýlit se pod ochranu Svatého stolce. Jeho smrt roku 1296 zastihla jeho tři syny ještě nezletilé, regentské vlády nad knížectvím se proto ujal Jindřichův bratr Boleslav I. Surový.
Alžběta Kališská zemřela 28. září 1304 a byla pohřbena vedle svého manžela v klášteře klarisek ve Vratislavi.